# AVGP

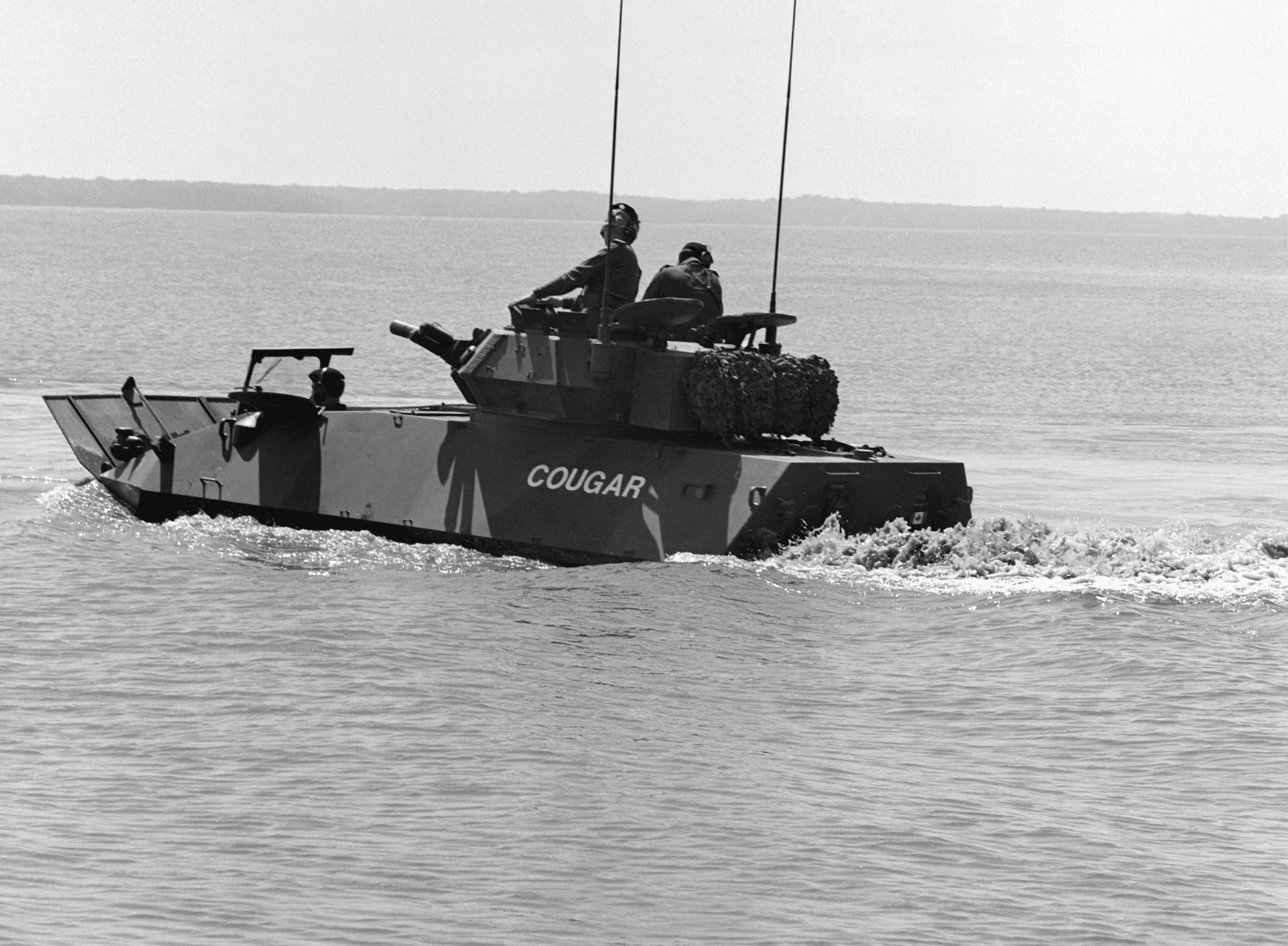
Ein Cougar im Mai 1979 in Amphieben-Nutzung

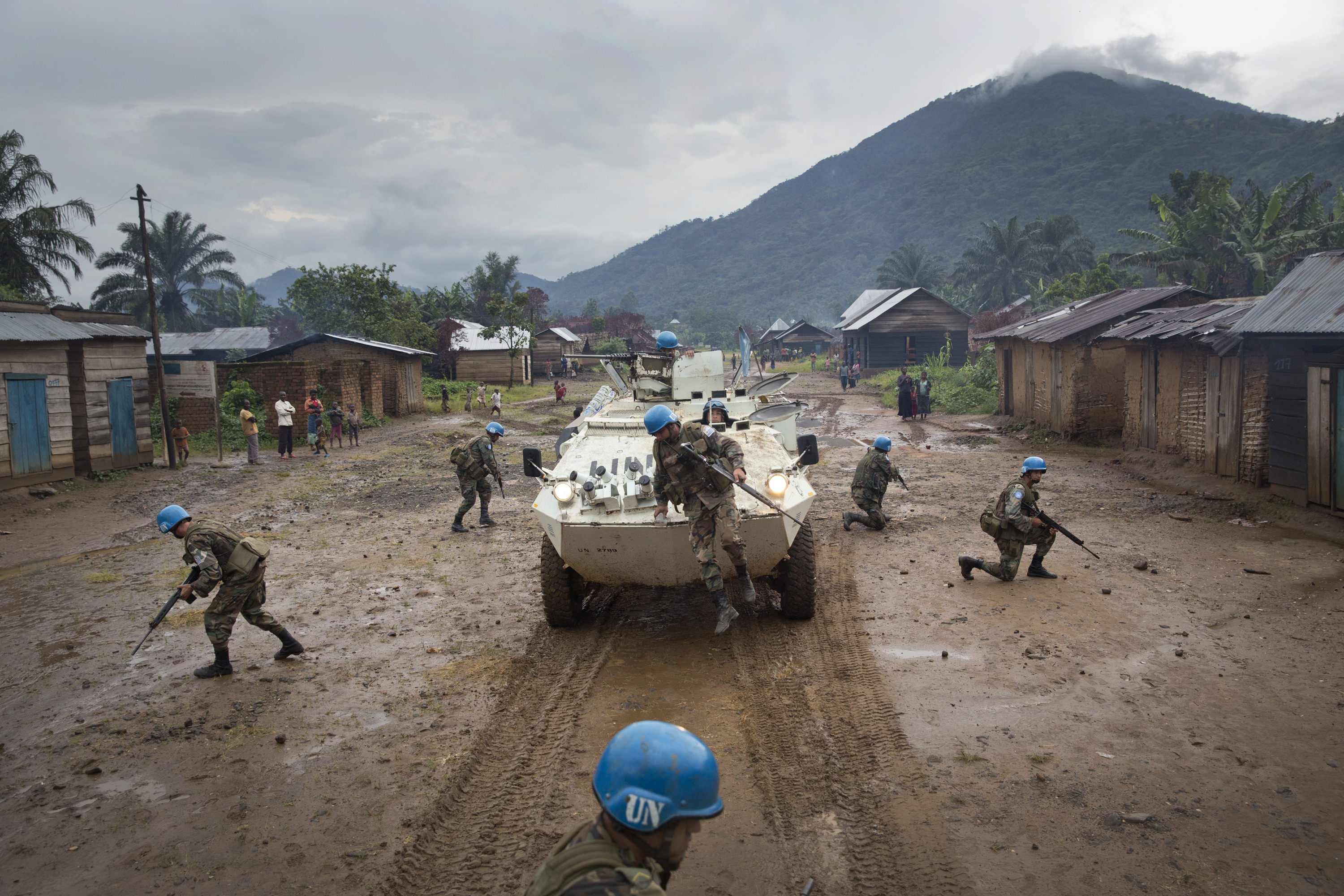
Ein Cougar mit Blauhelmen in Nord-Kivu (Kongo) im Dezember 2013

Der AVGP (ausgeschrieben Armoured Vehicle General Purpose) ist ein gepanzertes Militärfahrzeug, das vom kanadischen Militär hauptsächlich für den Schutz von Soldaten in Konfliktgebieten entwickelt wurde. Es gehört zur Klasse der Mine-Resistant Ambush Protected Vehicles (MRAP) und ist bekannt für seine hervorragende Überlebensfähigkeit bei Angriffen durch Minen und improvisierte Sprengsätze (IEDs).

## Geschichte

### Kanada
1974 startete das kanadische Militär ein Beschaffungsprogramm für ein leichtes Fahrzeug für Armeereserven, das für viele verschiedene Arten von Konflikten eingesetzt werden konnte. Das Militär formulierte daraufhin Anforderungen für vier verschiedene Varianten, worauf folgend der Schweizer Hersteller von Militärfahrzeugen Mowag seinen Mowag Piranha anbat. Für die Herstellung des AVGP ging Mowag eine Herstellung mit General Motors Diesel ein, um in deren Fabrik in Ontario mit der Produktion starten zu können. In den späten 1970er Jahren konnten dann erstmals AVGP-Panzer in Dienst gestellt werden.
Für einen hypothetischen amphibischen Einsatz des AVGP wurde dieser mit Propellern sowie Trimmflügeln ausgestattet.
Der Cougar wurde in Kanada zu Ausbildungszwecken als Aufklärungsfahrzeug eingesetzt. In den 1980er und 1990er Jahren wurde er von gepanzerten Einheiten als Feuerunterstützungsfahrzeug für jene Einheiten verwendet, die nicht mit dem Leopard-Panzer ausgerüstet waren.
Der Grizzly wurde als gepanzerter Mannschaftstransporter in Infanteriebataillonen der regulären Streitkräfte, die nicht mit dem M113 ausgerüstet waren, und auch von Reserveeinheiten eingesetzt. Bei der Mehrzahl der Fahrzeuge wurden die Amphibienantriebe allerdings nachträglich entfernt. Im Rahmen des Projekts „Wheeled LAV Life Extension“ planten die kanadischen Streitkräfte die Umrüstung der Grizzly- und Husky-Fahrzeuge auf Unterstützungsvarianten wie Command Post und Mobile Repair Team Vehicle. Das Projekt wurde 2005 eingestellt und die Fahrzeuge ausgemustert.
In den 1990er und 2000er Jahren wurde der AVGP an mehrere Missionen der Vereinten Nationen weitergegeben, u. a. UNPROFOR und UNSOM.
2007 spendete das Department of National Defence der Polizei von Edmonton einen entwaffneten Grizzly, welcher 2020 ersetzt und außer Dienst gesetzt wurde.

### Einsatz im Sudan und Senegal
Im Juni 2005 gab die kanadische Regierung bekannt, 105 AVGP (100 Grizzlys und 5 Huskys) an afrikanische Friedenstruppen in der Region Darfur im Sudan auszuleihen. Die AVGP wurden als modern genug angesehen, um in diesem Konflikt geringer Intensität nützlich zu sein. Kanada plante, zivile Auftragnehmer mit der Wartung dieser Fahrzeuge zu beauftragen. Da die Fahrzeuge einige in den USA hergestellte oder lizenzierte Teile enthielten, war für die Ausleihe der Fahrzeuge die Zustimmung der USA erforderlich. Ursprünglich sollten die Fahrzeuge ohne ihre Cadillac-Gage-Türme verschifft werden. Die Fahrzeuge trafen im Spätsommer 2005 im Senegal ein.
Die sudanesische Regierung verlangte verschiedene Zusicherungen, bevor sie den Friedenstruppen den Einsatz der Fahrzeuge im Sudan gestattete. Am 18. November 2005 trafen die weiß lackierten Fahrzeuge im Sudan ein. Die Leihgabe der Fahrzeuge für den friedenserhaltenden Einsatz im Sudan war ursprünglich für ein Jahr vorgesehen.
Das Darlehen wurde jedoch verlängert und von der Afrikanischen Union auf die Vereinten Nationen übertragen. Nach Angaben von Amnesty International waren die Soldaten, die die geliehenen Fahrzeuge benutzten, zu kurz im Sudan im Einsatz, um richtig ausgebildet zu werden und Erfahrung zu sammeln.

### Einsatz in Uruguay
2008 kaufte die uruguayische Armee 44 überzählige Cougars von der kanadischen Armee, die vom chilenischen Hersteller FAMAE umgebaut wurden, um als gepanzerte Mannschaftstransporter für den UN-Einsatz in der Republik Kongo (MONUC) und im Inland eingesetzt werden zu können.
2009 kaufte Uruguay 98 Grizzlys und 5 Huskys, die der AMIS/UNAMID-Mission in Darfur als Leihgabe zur Verfügung gestellt wurden. Berichten zufolge wurde FAMAE 2011 mit der Modernisierung der Fahrzeuge durch den Einbau neuer Motoren und Getriebe sowie mit der Durchführung präventiver Wartungsarbeiten beauftragt.

## Varianten
Die insgesamt 491 produzierten AVGP-Panzer sind wie folgt unterteilt:

### Cougar
- Einsatz als Panzerübungsfahrzeug, Aufklärungs- und Feuerunterstützungsfahrzeug
- Drei-Mann-Besatzung[4]

### Grizzly
- Gepanzerter Mannschaftstransportwagen (APC)
- Drei-Mann-Besatzung
- Ausgelegt für die Beförderung einer Infanterieeinheit[4]

### Husky
- Bergepanzer (ARV)
- Zwei-Mann-Besatzung
- Mechanische Unterstützung der beiden anderen Fahrzeuge[5]